# Vestnordiske sprog
Vestnordiske sprog er de sprog, som har udviklet sig fra urnordisk, som i begyndelsen af vikingetiden adskilte sig fra de østnordiske sprog og blev til norrønt. Til de vestnordiske sprog regnes norsk, islandsk og færøsk, samt det nu uddøde sprog norn på Orkneyøerne og Shetlandsøerne. I dag har norsk dog mere til fælles med svensk og dansk end med de øvrige vestnordiske sprog. Dette skyldes påvirkning fra nedertysk i senmiddelalderen og den efterfølgende fælles sprogudvikling i Skandinavien, herunder påvirkning fra dansk og siden svensk i de fælles statsdannelser Danmark-Norge (1523-1814) og Sverige-Norge (1814-1905). Der er dog fortsat bevaret visse forskelle mellem dansk/svensk og norsk.
Vestnordiske sprog adskiller sig blandt andet fra de østnordiske sprog ved følgende:
- at flere diftonger er blevet bevaret end i østnordiske sprog: blandt andet hedder det i norsk stein og auga, sammenlignet med svensk/dansk «sten» og «öga»/øje.
- i de vestnordiske sprog assimileres n foran k og t og m assimileres foran p. Nogen eksempler: I islandsk og i visse norske dialekter findes ordet ekkja. Det tilsvarer i dansk enke og i svensk änka. Ordet bratt i islandsk og i norsk tilsvarer i svensk brant og i dansk brændt. Islandsk sveppur og norsk sopp tilsvarer i dansk og svensk svamp.[1]

## Østnordisk påvirkning af norsk
Norsk er siden slutningen af 1300-tallet blevet påvirket af svensk og dansk, mens kontakten til islandsk forsvandt efter ca. 1450. Der var imidlertid allerede i gammelnorsk visse forskelle mellem vest- og østnorsk, der var tættere på østnordisk. Nynorsk har bevaret flere af de vestnordiske træk end bokmålet har.
Gennem påvirkning fra tidligere diftongforandringer i østnordiske sprog forsvandt enkelte diftonger, først og fremst i det 11. og 12. århundrede fra norsk. Det gælder hovedsagelig i østnorsk, mens der er bevaret flest diftonger i vestnorsk.